# Швидка дивізія
Швидка дивізія (словац. Rýchla divízia) — піхотна дивізія Першої Словацької республіки, що брала участь у складі частин вермахту у війні проти СРСР. Дивізія була сформована 22 серпня 1941 року на основі 1-ї піхотної дивізії Словацької експедиційної армійської групи із залученням найбоєздатніших частин цієї армійської групи. На момент формування дивізія налічувала близько 8,5 тисяч солдатів та офіцерів, її основу становили 20-й та 21-й стрілецькі полки, а також 12-й танковий батальйон.

## Бойові дії
У вересні 1941 року Швидка дивізія бере участь у боях за Київ. Після захоплення міста дивізію переводять у підпорядкування Групи армій «Південь», вона бере участь у важких боях на обох берегах Дніпра. На початок жовтня 1941 дивізія входить до складу 1-ї танкової армії вермахту та веде бої на східному березі Дніпра, втративши у попередніх бойових діях майже всі свої танки. 
Згодом дивізія переводиться південніше, де бере участь у боях біля Маріуполя та Таганрога, зиму 1941—1942 проводить в обороні вздовж річки Міус. У 1942 році Швидка дивізія просувається у напрямку Кавказу, влітку відіграє важливу роль у повторному захопленні Ростова. 
У результаті зимових боїв 1942—1943 року в рамках Сталінградської битви Швидка дивізія потрапляє в оточення, в якому втрачає значну частину особового складу та всю техніку. Частина словацьких солдатів та офіцерів евакуюється з оточення транспортною авіацією.
Залишки Швидкої дивізії у серпні 1943 року переформовуються у 1-шу Словацьку піхотну дивізію, яка виконує здебільшого охоронні функції на території Криму, майже не беручи участі в бойових діях. Фактично припиняє своє існування влітку 1944 року, коли німецьке командування приймає рішення про її розброєння та подальше використання виключно як будівельних бригад при зведенні рубежів оборони на території Румунії.

## Командувачі
- Йозеф Туранець (липень 1941 - грудень 1941)
- Августин Малар (грудень 1941 - квітень 1942)
- Йозеф Туранець (квітень 1942 - вересень 1942)
- Штефан Юрех (вересень 1942 - листопад 1943)
- Карол Пекник (з листопала 1943)